# Highlight (musikgrupp)
Highlight (hangul: 하이라이트), tidigare kända som Beast (hangul: 비스트), är ett sydkoreanskt pojkband bildat 2009 av Cube Entertainment.
Gruppen består av de fem medlemmarna Doojoon, Junhyung, Yoseob, Gikwang och Dongwoon.

## Medlemmar
| Födelsenamn        | Födelsenamn | Födelsedatum     |
| Romanisering       | Hangul      | Födelsedatum     |
| ------------------ | ----------- | ---------------- |
| Yoon Doo-joon      | 윤두준      | 4 juli 1989      |
| Yong Jun-hyung     | 용준형      | 19 december 1989 |
| Yang Yo-seob       | 양요섭      | 5 januari 1990   |
| Lee Gi-kwang       | 이기광      | 30 mars 1990     |
| Son Dong-woon      | 손동운      | 6 juni 1991      |
| Tidigare medlemmar |             |                  |
| Jang Hyun-seung    | 장현승      | 3 september 1989 |

## Diskografi

### Album
| Albuminformation                                                                                    | Topplacering          | Topplacering   |
| Albuminformation                                                                                    | Sydkorea (Gaon Chart) | Japan (Oricon) |
| BEAST                                                                                               | BEAST                 | BEAST          |
| Koreanska                                                                                           | Koreanska             | Koreanska      |
| --------------------------------------------------------------------------------------------------- | --------------------- | -------------- |
| Beast Is the B2ST (EP-skiva) - Släppt: 14 oktober 2009                                              | 7                     | —              |
| Shock of the New Era (EP-skiva) - Släppt: 1 mars 2010                                               | 2                     | —              |
| Mastermind (EP-skiva) - Släppt: 28 september 2010                                                   | 2                     | —              |
| Lights Go On Again (EP-skiva) - Släppt: 9 november 2010                                             | 1                     | —              |
| My Story (EP-skiva) - Släppt: 21 december 2010                                                      | —                     | —              |
| Fiction and Fact (Studioalbum) - Släppt: 17 maj 2011                                                | 1                     | —              |
| Midnight Sun (EP-skiva) - Släppt: 22 juli 2012                                                      | 1                     | 13             |
| Hard to Love, How to Love (Studioalbum) - Släppt: 19 juli 2013                                      | 1                     | 18             |
| Good Luck (EP-skiva) - Släppt: 16 juni 2014                                                         | 1                     | 43             |
| Time (EP-skiva) - Släppt: 20 oktober 2014                                                           | 1                     | 39             |
| Ordinary (EP-skiva) - Släppt: 27 juli 2015                                                          | 1                     | 40             |
| Highlight (Studioalbum) - Släppt: 4 juli 2016                                                       | 1                     | 52             |
| Japanska                                                                                            |                       |                |
| So Beast (Studioalbum) - Släppt: 10 augusti 2011                                                    | 28                    | 3              |
| Guess Who? (Studioalbum) - Släppt: 16 mars 2016                                                     | —                     | 2              |
| HIGHLIGHT                                                                                           |                       |                |
| Koreanska                                                                                           |                       |                |
| Can You Feel It? (EP-skiva) - Släppt: 20 mars 2017 - Nyutgåva: Calling You (EP-skiva) (29 maj 2017) | 1                     | 59             |
| Celebrate (EP-skiva) - Släppt: 16 oktober 2017                                                      | 2                     | 49             |

### Singlar
| År        | Titel                                          | Topplacering          | Topplacering   |
| År        | Titel                                          | Sydkorea (Gaon Chart) | Japan (Oricon) |
| BEAST     | BEAST                                          | BEAST                 | BEAST          |
| Koreanska | Koreanska                                      | Koreanska             | Koreanska      |
| --------- | ---------------------------------------------- | --------------------- | -------------- |
| 2009      | "Bad Girl"                                     | 48                    | —              |
| 2009      | "Mystery"                                      | 23                    | —              |
| 2010      | "Shock"                                        | 3                     | —              |
| 2010      | "Breath"                                       | 4                     | —              |
| 2010      | "Beautiful"                                    | 6                     | —              |
| 2011      | "On Rainy Days"                                | 3                     | —              |
| 2011      | "Fiction"                                      | 5                     | —              |
| 2012      | "I Knew It"                                    | 1                     | —              |
| 2012      | "Midnight"                                     | 2                     | —              |
| 2012      | "Beautiful Night"                              | 3                     | —              |
| 2013      | "Will You Be Alright?"                         | 1                     | —              |
| 2013      | "Shadow"                                       | 2                     | —              |
| 2014      | "No More"                                      | 1                     | —              |
| 2014      | "Good Luck"                                    | 1                     | —              |
| 2014      | "12:30"                                        | 2                     | —              |
| 2015      | "Gotta Go to Work"                             | 4                     | —              |
| 2015      | "YeY"                                          | 3                     | —              |
| 2016      | "Butterfly"                                    | 8                     | —              |
| 2016      | "Ribbon"                                       | 4                     | —              |
| Japanska  |                                                |                       |                |
| 2011      | "Shock"                                        | —                     | 2              |
| 2011      | "Bad Girl"                                     | —                     | 3              |
| 2012      | "Midnight (Hoshi wo Kazoeru Yoru)"             | —                     | 6              |
| 2013      | "Sad Movie"/"Kurisumasu Kyaroru no Koro ni wa" | —                     | 1              |
| 2014      | "Adrenaline"                                   | —                     | 1              |
| 2014      | "Kimi wa Dou?"                                 | —                     | 1              |
| 2015      | "One"                                          | —                     | 3              |
| 2015      | "Hands Up"                                     | —                     | 4              |
| 2015      | "Can't Wait to Love You"                       | —                     | 10             |
| 2015      | "This Is My Life"                              | —                     | 9              |
| 2015      | "#TBM"                                         | —                     | 17             |
| 2015      | "YeY"                                          | —                     | 11             |
| 2015      | "Only One"                                     | —                     | 2              |
| 2015      | "All Is in You"                                | —                     | 14             |
| 2015      | "Saigo no Hitokoto"                            | —                     | 1              |
| 2015      | "Stay Forever Young"                           | —                     | 4              |
| 2016      | "Guess Who?"                                   | —                     | 1              |
| 2016      | "Freaking Cute"                                | —                     | 7              |
| 2016      | "Whole Lotta Lovin"                            | —                     | 6              |
| HIGHLIGHT |                                                |                       |                |
| Koreanska |                                                |                       |                |
| 2017      | "It's Still Beautiful"                         | 6                     | —              |
| 2017      | "Plz Don't Be Sad"                             | 1                     | —              |
| 2017      | "Calling You"                                  | 3                     | —              |
| 2017      | "Can Be Better"                                | 5                     | —              |